# Могила Куксунгур
Могила Куксунгур - колишня геологічна пам'ятка природи місцевого значення у Запорізькій області. Розташована поблизу с. Новоспаське. Була оголошена рішенням Запорізького облвиконкому № 206 від 24.05.1972 року. 
Могила Куксунгур підвищується над  місцевістю на 40 м, а на заході поступово переходить у вододільне плато. Природні відслонення відсутні, але виходи кварцитів можна спостерігати у відвалах та стінках давніх гірничих виробок. Глибина розкриття від 1 до 12 м. Справжні розміри ділянки з'ясувалися тільки після проведення  магнітометричної зйомки. В будові аномальних  магнітних смуг беруть участь породи дібровської світи палеопротерозою. Нижня частина  розрізу представлена залізистими кварцитами з малопотужними прошарками і лінзами гнейсів. Потужність залізистих  кварцитів 25–28 м і до 65–70 м. Верхня частина складена доломітовими мармурами, роговообманково-біотит-діопсидовими сланцями та амбіфол-мікрокліновими, силімат-біотит-мікрокліновими і графітовими гнейсами. Рожеві мікросклінові граніти анадольського комплексу утворюють міжпластові та січні тіла і активно впливають на вміщуючі породи. Пам'ятка являє собою самий південний вихід залізистих кварцитів докембрію в межах Східноєваропейської платформи.
18 січня 2006 року Запорізька обласна рада ухвалила рішення № 18 «Про скасування статусу території природно-заповідного фонду», яким була ліквідована пам'ятка. Підстави скасування у рішенні не зазначені.